# Vinnie Shahid
Vincent Malik Shahid, detto Vinnie (Minneapolis, 13 maggio 1998), è un cestista statunitense.

## Carriera
Originario di Minneapolis, Shahid inizia a giocare a basket da giovanissimo mostrando fin da subito spiccate doti da realizzatore. Dopo i due anni passati alla Western Nebraska Community College, approda in NCAA dove difende i colori della North Dakota State University (18.4 punti con il 36.7% da 3, 3.3 rimbalzi e 3 assist di media a partita nella stagione 2019-2020).
L’anno dopo, da febbraio, gioca in Lussemburgo nelle file dell’AB Contern, per poi vestire la maglia di Cergy-Pontoise nella stagione 2021-2022 dove mette a referto 21 punti (40% da 3), 3.7 rimbalzi e 3.9 assist a gara.
All’inizio della stagione 2022/2023 approda in Islanda; con la maglia del Thor Thorl esplode definitivamente: grazie ad oltre 26 punti (primo del campionato con il 42% da 3) e 8.7 assist (high di 19 nel successo contro Keflavik) di media, si aggiudica il premio di miglior giocatore straniero della lega trascinando i suoi in semifinale playoff.
Nell'estate 2023 firma un contratto pluriennale con la Pallacanestro Varese.
A causa delle difficoltà a sviluppare gioco in cabina di regia e della sua attitudine più a giocare da guardia nel sistema USA della società prealpina, la Pallacanestro Varese ed il giocatore si accordano il 2 gennaio 2024 per la risoluzione del contratto.
L'atleta statunitense si accorderà successivamente con la JuVi Cremona che milita nel campionato  di Serie A2, firmando un accordo fino al 30 giugno 2024.

## Palmarès

### Individuale
- Miglior giocatore straniero del campionato islandese: 1

2022-2023